# Газифікація вугілля
Газифіка́ція вугі́лля — високотемпературний процес взаємодії вуглецю вугільного палива з окисниками, який здійснюється з метою одержання суміші горючих газів (Н2, СО, СН4).
Як окисники (газифікуючі агенти) застосовують кисень, водяну пару та ін.
Процес технології отримання природного газу з вугілля охоплює, як правило, вуглепідготовку, газифікацію, перетворення сирого газу, сіркоочистку і
декарбонізацію метанолом при низькій температурі, синтезування метану, вилучення сірки і т.д .

## Методи газифікації вугілля
Методи газифікації вугілля класифікують за:
1. видом дуття: повітряна, повітряно-киснева, паро-повітряна, паро-киснева;
2. за тиском: при атмосферному тиску (0,1-0,3 МПа), середньому (до 2-3 МПа), високому (понад 3 МПа);
3. за розміром вихідного палива: газифікація грудкового, дрібнодисперсного та пилоподібного вугілля;
4. за конструктивними особливостями реакційної зони: у щільному шарі палива, в псевдозрідженому шарі, в пиловугільному факелі;
5. за способами виділення смоли;
6. за способами підводу тепла: автотермічна (за рахунок внутр. джерел), алотермічна;
7. За теплотою згоряння одержуваного газу (в МДж/м³): низької (до 6-7); середньої (12—18) та високої (30—35) теплоти згоряння;
8. За призначенням газів: для енергетичних і технологічних цілей (синтезу, виробництва водню, технічного вуглецю). 9. За температурою газифікації: низькотемпературна (до 800 °C), середньотемпературна (800—1300 °C), високотемпературна (1300 °C).

## Історія процесу
Газифікація вугілля була широко розвинена в першій половині XX ст. і до 1960 р. Наприклад, в 1958 р. в СРСР працювало понад 350 газогенераторних станцій, на яких в 2500 генераторах вироблялося 35 млрд м³ газу на рік.
У зв'язку з бурхливим розвитком газодобувної галузі газифікація вугілля різко скоротилася. Перспективними галузями застосування Г.в.п. є переробка високосірчистого і високозольного вугілля, переробка вугілля у районах віддалених від газопроводів, а також виробництво синтез-газу, газів-відновників та водню для потреб хімічної промисловості.

## Середній склад горючого газу при газифікації вугілля
| Середній склад горючого газу (об.%) при газифікації вугілля | Середній склад горючого газу (об.%) при газифікації вугілля | Середній склад горючого газу (об.%) при газифікації вугілля | Середній склад горючого газу (об.%) при газифікації вугілля | Середній склад горючого газу (об.%) при газифікації вугілля | Середній склад горючого газу (об.%) при газифікації вугілля |
| Газ                                                         | Технологія газифікації                                      | Технологія газифікації                                      | Технологія газифікації                                      | Технологія газифікації                                      | Технологія газифікації                                      |
| Газ                                                         | Вінклера                                                    | Копперса-Тотцека                                            | Лурги                                                       | Низькотемпературна плазма водяної пари                      | На базі тепла АЕС                                           |
| ----------------------------------------------------------- | ----------------------------------------------------------- | ----------------------------------------------------------- | ----------------------------------------------------------- | ----------------------------------------------------------- | ----------------------------------------------------------- |
| СО2                                                         | 19                                                          | 12                                                          | 27                                                          | 2                                                           | 1                                                           |
| СО                                                          | 38                                                          | 56                                                          | 22                                                          | 42                                                          | 4                                                           |
| Н2                                                          | 40                                                          | 29                                                          | 40                                                          | 55                                                          | 63                                                          |
| СН4                                                         | 2                                                           | 1                                                           | 10                                                          | —                                                           | 32                                                          |
| N2                                                          | 1                                                           | 2                                                           | 1                                                           | 1                                                           |                                                             |

## Підготовка бурого вугілля до газифікації
Буре вугілля подрібнюють, а в разі потреби зневоднюють.
Дуже важливо привести до необхідної крупності буре вугілля перед газифікацією — це може бути газифікація грудкового (>3мм), дрібнодисперсно-го (1-3мм) та тонкодисперсного (<0,1мм) вугілля.
Якщо місце де добувають буре вугілля розташоване на великій відстані то його брикетують і відправляють до місця де проводиться газифікація. Класичний приклад газогенератора у якому реалізується процес газифікації крупногрудкового палива — агрегат фірми Лургі.
Принцип його роботи — паливо повільно опускається по його шахті. У верхній частині знаходиться завантажувальний пристрій, а внизу — пристрій для видалення золи. Назустріч паливу подається через колосникові ґрати (розподільну голівку) дуття газу-окисника. Процес включає стадії горіння, відновлення, напівкоксування і сушки. Шарові газогенератори можуть бути ав-тотермічними, коли зона окиснення знаходиться в самому агрегаті і алотермічними, коли тепло, необхідне для реакції відновлення, привноситься ззовні газоподібним або твердим теплоносієм.
Коли газогенератори і родовище знаходяться поблизу, то вихідне буре вугілля подрібнюють до крупності 1-3 мм і спалюють. Цю систему вперше розробила фірма Вінклер. Паливо знаходиться в псевдозрідженому шарі. Температура процесу 830—900°С. Швидкість і рівномірність прогрівання шматків набагато вищі, ніж в шаровому газогенераторі. Газифікація відбувається в усьому об'ємі псевдозрідженого шару з високою інтенсивністю.
Також існує метод коли вихідне буре вугілля подрібнюють до крупності менше 0,1 мм, і використовують як пилоподібне паливо, наприклад у генераторах Копперса-Тотцека . Принцип — це робота на парокисневому дутті при температурі 1500—1600 °С з рідким шлаковидаленням.

## Газифікація кам'яного вугілля
Рядове вугілля після подрібнення подається в накопичувальний бункер, а звідти надходить у вугільний шлюз через який завантажується в апарат для напівкоксування. Апарат для напівкоксування являє собою реактор з киплячим шаром, що працює при тиску 40 бар. Як зріджуючий агент служить циркулюючий в контурі газ напівкоксування. Газ покидає щабель відмивання смоли з температурою близько 250 °С і охолоджується до 70 °С з метою відокремлення низкокиплячих смол і масел.
Напівкокс виводиться з апарату напівкоксування через переточну трубу і потрапляє в газогенератор, виконаний також у вигляді реактора киплячого шару, що продувається перегрітою парою (790 °С, 43 бар). Продукти газифікації, що не забруднені смолою та вищими вуглеводнями, піддаються сухій пилеочистці в циклоні і після проходження котла-утилізатора і попереднього підігрівача газу перед метанізацією змішуються з газом напівкоксування.
Зола відводиться з газогенератора в сухому вигляді через систему шлюзових бункерів. Змішаний газ, утворений з газу напівкоксування і чистого газу, піддається метанольному відмиванню під тиском (ректізольне відмивання), в якій спочатку в декількох щаблях вимиваються залишкова волога і вищі вуглеводні, у двох наступних щаблях кислі гази CO2 і H2S. Останній з них переробляється в елементарну сірку в установці Клауса. В установці метанізації очищений газ при 400 °С переробляється в ЗПГ і після заключного охолодження і конденсації рекреаційної вологи подається в газову мережу. При переробці газу утворюється значна кількість пару високого тиску та гарячої води, які відводяться на паротурбінну електростанцію.

## Основні напрямки розвитку нових технологічних концепцій у газифікації вугілля

### Загальний опис
Газ, отриманий при газіфікації вугілля, в майбутньому може знайти застосування перш за все для виробництва:
- замінника природного газу (ЗПГ) ;
- синтез- газу для хімічної промисловості;
- паливних газів для технологічного та енергетичного спалювання ;
- відновного газу для металургійних цілей, наприклад для прямого відновлення залізної руди.

У відповідності з вимогами, які пред'являються до газу в кожній з перелічених областей застосування, ведеться активна розробка проєктів.
У всіх цих випадках споживачу вигідно отримувати газ під тиском. Тому нині[коли?] основні зусилля проєктувальників зосереджені на подальшому удосконаленні існуючих способів для роботи під тиском, а також на розробці принципово нових технологічних процесів під тиском. Підвищення тиску дозволяє перш за все збільшити продуктивність, бо відповідно підвищується концентрація газифікують агента. У той же час тиск впливає на рівновагу в процесі газифікації. Так, наприклад, підвищується вміст метану в сирому газі, що є великою перевагою для виробництва ЗПГ, однак в інших випадках виявляється невигідним через необхідність в додатковій операції поділу або перетворення (реформінгу).
Шляхом підвищення реакційної температури вміст метану можна зробити, навпаки, досить малим, тоді виробництво синтез-газу під тиском може стати вигідним. Підвищення тиску, крім того, сприятливо відбивається на габаритних розмірах газогенератора і скруберів, а також дає значну економію витрат на компресію, бо вироблений газ займає більший об'єм, ніж газифікують агент. До того ж при експлуатації під тиском виявляється можливим застосування фізичних способів відмивання газу, які неефективно або неекономічно працюють при атмосферному тиску і мають переваги у вигляді незначної вартості миючого агента, мінімального його споживання і в тому числі незначного споживання енергії на регенерацію.
Метою розробок для багатьох процесів газифікації є підвищення реакційної температури. Цим насамперед досягається подальше збільшення продуктивності і разом з тим зменшення питомого обсягу газифікатора. Крім того, знижується вихід смол або небажаних вуглеводнів. За рахунок зсуву рівноваги при високих температурах виходить газ з більш високим відновним потенціалом внаслідок низького вмісту СО2 і більш глибокого розкладання водяного пару .
Для використання газу як відновника залізної руди потрібно відновний потенціал понад 90 % (відновний потенціал визначається об'ємним вмістом (%) відновних компонентою CO + H2). У деяких способах досягти цієї мети сподіваються без додаткового збагачення газу.
Всі способи з псевдозрідженим шаром, які представлені серед нових розробок, мають верхню температурну межу, що задається заздалегідь температурою плавлення золи: при плавленні золи псевдозрідження порушується. У способах з щільним шаром (з рідким шлаковидаленням) і зі зваженим потоком цієї межі не існує, оскільки зола може віддалятися в розплавленому вигляді. У цих випадках температура в газифікаторі може досягати 1500—1900 °С. Для забезпечення гарної плинності шлаку необхідна дуже висока температура. Температурна область, в якій зола тільки розм'якшується, але ще не розплавлена (приблизно 1000—1500 °С), є неприпустимою для газифікації вугілля.
У високотемпературних газогенераторах внаслідок виведення шлаку в розплавленому вигляді, а також високої температури сирого газу втрати тепла вище, ніж у реакторах з сухим золовидаленням. Вище і втрати випромінюванням, що у сукупності призводять до значно більшого споживання кисню. Частково цей недолік компенсується практично мінімальним споживанням пару.
У високотемпературних газогенераторах пару для регулювання верхньої температурної межі потрібно помітно менше, ніж в шарових газификаторах з сухим золовидалення, завдяки високій температурі пар розкладається майже повністю і нею охолоджуючу дію виявляється істотно більшим
Переваги високотемпературних газогенераторів полягають у малому виході аміачної води внаслідок низького споживання пара, відсутності смол і масел, значно спрощуються заходи по захисту навколишнього середовища. Так, наприклад, в шаровому способі перероблення аміачної води через присутність у ній біологічно нерозчинних речовин вимагає порівняно великих витрат.
У виробництві висококалорійного газу (ЗПГ) але енергетичних міркувань вигідно мати високий вміст метану вже на стадії отримання сирого газу, бо в рівнянні реакції метанізації значна частина енергії, хімічно зв'язаної та реагентах, вивільняється у вигляді теплового ефекту реакції. Однак при більш високих температурах утворення метану пригнічується. Тому в ряді нових способів допомогою поділу процесу газифікації на кілька ступенів намагаються в різних температурних областях окремо оптимізувати реакції, що становлять процес газифікації (а іноді навіть і шляхом різної організації масообміну і реакційних ступенях). Так, наприклад, у способі «Хайгаз» (США) після сушки вугілля спочатку піддається гідрокрекінгу (у зваженому потоці при 650 °С) водень містить газом, який виходить шляхом двоступеневої газифікації залишкового коксу в киплячому шарі, відповідно при 950 і 1050 °С. Цим способом досягають вміст метану понад 18 % в неочищеному газі.
Інша мета, яка переслідується при розробці технологічних процесів, — це бажання позбутися дорогої кисневої установки. Необхідний для газифікації кисень, як правило, виходить з повітря шляхом зрідження і низькотемпературній ректифікації. Цей спосіб вимагає високих капітальних і експлуатаційних витрат, які здорожують вироблений газ. Тому в деяких способах намагаються розділити нагрівання і парову газифікацію вугілля таким чином, щоб замість чистого кисню для спалювання можна було використовувати повітря.
Підведення тепла в реактор проводиться наступним чином: аллотермічним способом за допомогою спеціального теплоносія або через теплообмінник за рахунок нагрівання вугілля за допомогою часткового спалювання його в окремому нагрівальному пристрої перед введенням в газогенератор. До цієї ж групи належить спосіб газифікації з використанням тепла ядерного процесу. При цьому робиться ще один крок вперед, бо для вироблення тепла вугілля не спалюється, а як джерело тепла використовується процес поділу ядра у високотемпературному ядерному реакторі. Таким чином отримують економію за рахунок виключення кисневої установки і. крім того, за рахунок зниження споживання вугілля. Звичайно, передумовою для реалізації такої технології є наявність порівняно дешевого високотемпературною джерела тепла. Його можна ще використовувати в низькотемпературної області для виробництва електроенергії.
З вищевикладеного випливає, що поділ реакцій окислення і газифікації автоматично вимагає аллотермічного способу організації процесу. Переваги — виняток кисневої установки, поділ виробництва тепла і виробництва газу (водяна пара) —і недоліки — великі втрати при теплопередачі, звуження області робочих температур — можуть взаємно зрівнюється тільки в окремих випадках, і тому в загальному випадку неможливо віддати перевагу якомусь єдиному рішенню.
У той час як описані вище процеси розробляються з метою виробництва по можливості високоякісного газу, процеси виробництва паливних газів, наприклад для електростанцій, становлять інтерес тільки як спосіб тимчасової передачі енерговмісту вугілля газоподібному носію для подальшого його використання в парогазотурбінному процесі. Позаяк в цьому випадку не потрібно складування або транспортування на далеку відстань, наявність азоту не є перешкодою і як газифікуючий агент може використовуватися повітря. Спеціально для використання в комбінованому парогазовому процесі газ повинен постачатися під тиском.
У багатьох комбінованих процесах, які знаходяться ще в стадії розробки, робляться спроби використовувати широкі можливості генераторів з киплячим шаром при роботі зі змінними навантаженнями. Однак виникає проблема з газоочищенням. Оскільки за наявності баластного азоту виходить велика кількість неочищеного газу, який виносить з газогенератора багато пилу, виникає необхідність розробки укрупнених скруберів. Крім того, всі операції очищення повинні проводитися при температурах вище точки роси водяної пари, щоб зменшити втрати неочищеного газу. Для цієї мети створений ряд нових способів очистки, які дотепер вже знаходяться в стадії промислової розробки. Ідеальним рішенням було б здійснення знепилювання та знесірчення при високих температурах (поблизу температури газів на виході з газогенератора), щоб надалі використовувати газ у «гарячому вигляді». Цей фактор є вирішальним при очищенні відновлювальних газів для металургійних цілей.
Важливим завданням є удосконалення механічного обладнання існуючих способів. Так, наприклад, в шарових способах намагаються шляхом вбудовування відповідних мішалок зробити можливим використання вугілля, яке сильно спікається. У всіх способах із застосуванням підвищеного тиску зусилля розробників переважно спрямовані на вирішення питання з подачею вугілля в реактор з надлишковим тиском. Якщо в традиційних газогенераторах під тиском фірми «Лургі» ще обходяться шлюзами, то для високотемпературних газогенераторів під тиском, які мають істотно більші витрати, вже необхідні нові системи подачі живлення, бо швидкість подачі вугілля визначає продуктивність апарату. Тому надзвичайно великі потоки твердого матеріалу, якими оперують у сучасних процесах, виявляються перешкодою на шляху подальшого підвищення продуктивності процесів газифікації вугілля.
Таким чином, є необхідним забезпечити темпи розробки механічного устаткування для вирішення загальної проблеми термічного обладнання для газифікації вугілля.

### Технологія газифікації сухого пилоподібного вугілля під тиском за методом «Shell»
Технологія газифікації пилоподібного вугілля під тиском (Shell) є одним з основних
шляхів розвитку газифікації в 21 столітті.
Технологія газифікації за методом «Shell» належить до газифікації в потоці пилоподібного
вугілля сухим шляхом, сухе пилоподібне вугілля подають як сировину, а кисень -газіфікуючий
агент, і шлаковидалення — в рідкому вигляді. 83 % теплової енергії з вугілля перетворюється в
активний газ, а близько 15 % теплової енергії — у вигляді пари високого тиску.
Технологія висуває мало вимог до вугілля: (1) Різні види вугілля від бурого до
антрацитового вугілля, нафтовий кокс, масляний шлам і біамасса;
(2) 90 % <100меш, вологість
сухого пилоподібного вугілля -2 % (вологість бурого вугілля -8 %);
(3) Температура плавлення золи <1500 ℃;
(4) Зольність 81 % -20 %.
У зв'язку з технологією газифікації під тиском і високою температурою, теплова
ефективність висока; об'ємна газопродуктивність обладнання підвищується.